# Bestla
Bestla – w mitologii nordyckiej olbrzymka, żona Búriego, z którym miała syna Borra, który ożenił się z olbrzymką mrozu i miał z nią trzech synów: Odyna, We i Wilego. Jej imię znaczyło cierń zła.
- Bestla (Saturn XXXIX) – księżyc Saturna